# Крістофер Ерет
Крістофер Ерет (англ. Christopher Ehret; 27 липня 1941 — 25 березня 2025) — американський історик, африканіст, лінгвіст. Спеціалізується на історії Африки, релігіях народів Африки, історичній лінгвістиці, відомий своїми дослідженнями з кореляції лінгвістичних реконструкцій з археологічними даними. Професор Каліфорнійського університету в Лос-Анджелесі.

## Життєпис
Історичні книги Ерета присвячені ранній історії Африки. У книзі «Класична епоха Африки» він позначає терміном «класична епоха» період 1000 р. до н. е. — 400 р. н. е. у Східній Африці, коли оформилися багато важливих технологій і соціальних структур. У книзі «Цивілізації Африки: історія до 1800 року» Ерет дав оглядовий аналіз всієї африканської історії від кінця останнього льодовикового періоду і до кінця 18 століття. У співпраці з археологом Меріком Познанським (Merrick Posnansky) він також був редактором праці «Археологічна та лінгвістична реконструкція африканської історії», в той час — фундаментальне для африканістики дослідження з кореляції лінгвістичних та археологічних даних з різних регіонів континенту.
Серед лінгвістичних книг Ерета:
- «Порівняльна реконструкція прото-ніло-сахарської мови»[5];
- «Реконструкція протоафразійскої мови»[6];
- Історична реконструкція південнокушитської фонології і словника[7].

Ерет також написав статті-монографії з субкласифікації мов банту, про історичні реконструкції семітських, протокушитської і прото-східнокушитських мов, а також (у співавторстві з Мохамедом Нуухом Алі) про класифікацію сомалійських мов.
В останні роки Ерет почав дослідження з декількох нових напрямків. Одним з них стала реконструкція історії і еволюції ранніх людських систем спорідненості. Другою галуззю стало застосування методів історичної реконструкції лінгвістичних даних в антропології і у світовій історії.
Ерет також співпрацював з генетиками в пошуках кореляції лінгвістичних даних з генетичними і займався розробкою математичних методів датування лінгвістичної історії (глоттохронології) .